# Molophilus (Molophilus) abitus
Molophilus (Molophilus) abitus is een tweevleugelige uit de familie steltmuggen (Limoniidae). De soort komt voor in het Australaziatisch gebied.